# 65e bataillon de chars de combat
Pour les articles homonymes, voir 65e bataillon.
Le 65e bataillon de chars de combat (65e BCC) est une unité blindée de l'Armée de terre française. Créée en 1938 en Tunisie, elle est dissoute en 1940.

## Historique des garnisons et combats du65eBCC
Le 65e bataillon de chars légers est formé à Bizerte en janvier 1938 et est équipé de 45 chars Renault D1 en avril 1938. Il s'installe dans le Sud tunisien, en garnison à Gabès et est chargé de faire face aux troupes italiennes de Libye.
Rattaché avec les 61e et 67e BCC au 521e groupe de bataillons de chars (anciennement groupe de bataillons de chars des fronts tunisiens), le 65e BCC est déployé pendant la Seconde Guerre mondiale sur la ligne Mareth (frontière entre la Libye et la Tunisie). Non engagé au combat, il est dissous en octobre 1940 et ses éléments rejoignent le 2e régiment de chasseurs d'Afrique.

## Insigne
Dans un écu constitué de deux palmiers surmontés d'un croissant (portant l'inscription 65e BCC) et d'une étoile (symboles de la Tunisie), un bélier portant la devise Je rentre en arabe. En pointe, un heaume sur deux canons croisés (symbole des chars de combat).
Cet insigne, en vieil argent, est fabriqué par l'entreprise Arthus Bertrand en 1938.